# ابناکیت
ابناکیت ({\displaystyle Abenakiite-(Ce)}) یا (IMA۱۹۹۱–۰۵۴) کانی سدیم، سریم، نئودیمیم، پرازئودیمیم، توریم، ساماریم، لانتان، اکسیژن، گوگرد، کربن، فسفر و سیلیسیم است. فرمول شیمیایی آن عبارت است از: Na۲۶(Ce,Nd,La,Pr,Th,Sm)۶-[O|SO۲|(CO۳)۶|(PO۴)۶|Si۶O۱۸] سختی موس این کانی بین ۴ تا ۵ است.